# 売られた花嫁
『売られた花嫁』（うられたはなよめ、チェコ語: Prodaná nevěsta）は、ベドルジハ・スメタナが作曲したオペラ。チェコの代表的な国民オペラ作品として名高い。序曲が特に有名で、単独で演奏会に採り上げられることも多々ある。
台本作者はカレル・サビナ (Karel Sabina) 。3幕のオペラ・ブッファである。作曲は1863年から1866年。1866年5月30日に初演された後、改訂が施され、1870年9月25日にプラハの国民仮劇場において決定稿が初演された。日本初演は1955年9月13日、東京・日比谷公会堂において伊藤亘行、伊藤武雄、笹田和子、伊藤京子ほかのソロ、ニクラウス・エッシュバッハー指揮NHK交響楽団によって実現した。

## オペラの内容
上演時間は、第1幕 40分、第2幕 35分、第3幕 50分。

### 主な登場人物
- マジェンカ （ソプラノ）：農家の娘。
- イェニーク （テノール）：マジェンカの恋人。
- ヴァシェク （テノール）：知恵遅れの青年。
- ケツァル （バス）：結婚仲介人。マジェンカとヴァシェクを結婚させようとしている。
- クルシナ （バリトン）：マジェンカの父親。
- ルドミラ （ソプラノ）：マジェンカの母親。
- ミーハ （バス）：ヴァシェクの父親。裕福な農場主。
- ハータ （メゾソプラノ）：ヴァシェクの母親。

### あらすじ

#### 第1幕
ボヘミア地方の農村。村の広場。

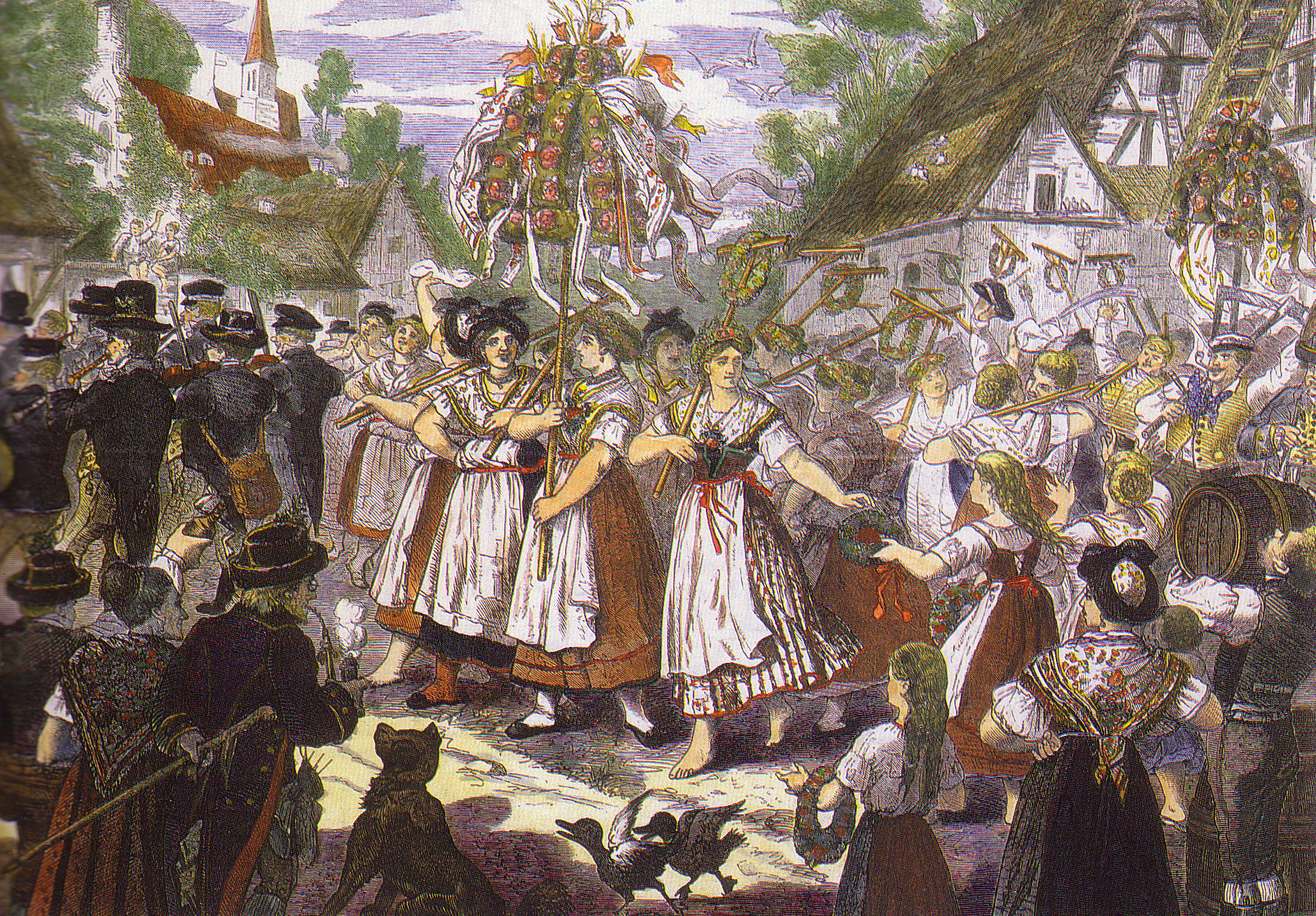
第1幕：ボヘミアの春祭り

春祭りの日、村人達が踊り騒いでいる。マジェンカは恋人イェニークと浮かない気分で話している。それというのも、イェニークが他所者で親に結婚を認めてもらえないばかりか、裕福な農場主ミーハの息子ヴァシェクとの縁談が持ち上がっているのだ。イェニークは、自分は昔継母との折り合いが悪く家を飛び出したんだと身の上を語る。一方、今回の縁談の仲人ケツァルはヴァシェクが知恵遅れであることを隠して縁談をまとめ、礼金をせしめようと、マジェンカの両親に結婚を熱心に勧める。両親とケツァルは見合いを勧め、クルシナ夫妻が娘をミーハの息子の嫁にするとした古い誓約書を取り出すが、マジェンカは取り合わない。ケツァルはイェーニクと話すことを決心する。村人達がポルカを踊る。

#### 第2幕
村の居酒屋。
男達がビールの歌を歌い、フリアントを踊りながら出て行く。そこへヴァシェクが現れ、マジェンカと偶然出会う。マジェンカはヴァシェクに気づくが、ヴァシェクはマジェンカの顔を知らない。そこでマジェンカはヴァシェクに見合い相手は性悪女だからやめておけと告げる。一方、イェニークはケツァルから金貨300枚を受け取り、彼女はミーハの息子以外とは結婚しないという条件を付けて、マジェンカの事は諦めることを承知する。村人達は恋人を売ったとイェニークを非難する。

#### 第3幕
村の広場。
ヴァシェクが居酒屋の前で会った娘を想って一人でいるところへ、旅芸人の一座がやってくる。ヴァシェクは一座の美女エスメラルダに一目惚れし、酔いつぶれた熊役の芸人の代役を引き受けてしまう。マジェンカが現れ、イェニークがケツァルと交わした契約書を見せられて泣き出す。イェニークが現れるので、彼女は激昂し「ヴァシェクと結婚する。私は売られた花嫁になる」と言い出す。そこへクルシナ夫妻とミーハ夫妻が登場、彼女はミーハの息子と結婚すると宣言する。この時イェニークが間に進み出て、自分は行方不明になっていたミーハの息子だと名乗り、契約書通りマジェンカと結婚すると告げる。父親が自分の息子だと確認し、和解する。マジェンカは喜び、ケツァルは悔しがる。旅芸人一座から熊が逃げたと騒然となるが、実はヴァシクだとわかり、母親がヴァシクを連れ帰る。村人達がマジェンカとイェニークを祝福する。

## 作品の特徴
チェコ語で書かれたオペラとしてチェコ国民オペラを代表する作品であるが、その作曲技法は、終始ロマン派音楽の技法に則ったものである。「国民音楽の創造は民謡の引用や模倣だ」という風潮に抵抗したスメタナは、「民族芸術は現代の作曲技法を採用すべき」と主張し、具体的な場面描写以外で民謡を引用することを避けていた。
このオペラでもポルカ、フリアント、スコチナーといった民族舞踊のリズムをもった曲があるが、それらはいずれも村人達を描写するために用いられているに過ぎない。舞曲以外では、大道芸人の行進にボヘミアの伝統的なパストラル（牧歌）の響きが幽かに感じられる程度で、有名な序曲にしても、古典派のソナタ形式に従っており、民謡の引用やそれらとの類似性は見いだせない。
しかし、スメタナは、安直に民謡を引用することなくロマン派音楽の語法によってボヘミアの農村を活写したことで、ロマン派音楽の系譜の中にチェコ国民音楽を組み入れることに成功したのであった。そしてこの成功により、チェコ国民音楽は広くヨーロッパにその存在感を示すこととなり、ドヴォルザーク、フィビヒ、ヤナーチェクへと道を拓いていったのである。
なお、ドイツ語訳で上演されることも多く、ルドルフ・ケンペ指揮、ピラール・ローレンガー、フリッツ・ヴンダーリッヒ主演のもの、ヨーゼフ・カイルベルト指揮、ドロルテ・シーベルト、クルト・ベーメ出演のもの 、ハインリヒ・ホルライザー指揮、ルドルフ・ショック、クルト・ベーメ出演のもの、ヤロスラフ・クロンプホルツ指揮、テレサ・ストラータス、ルネ・コロ主演のもの、カール・エルメンドルフ指揮、クリスタ・ルートヴィヒ出演のものなど、かなり豪華な顔ぶれによるドイツ語全曲録音が多く残っているあたり、ドイツ圏での本作の人気を物語っている。DVD発売されている1983年のウィーン国立歌劇場上演記録（イヴァン・フィッシャー指揮、ルチア・ポップ主演）もドイツ語である。